# Morrisonella pacifica
Morrisonella pacifica är en snäckart som först beskrevs av Dall 1908.  Morrisonella pacifica ingår i släktet Morrisonella och familjen valthornssnäckor. Inga underarter finns listade i Catalogue of Life.